# Claire Mauss-Copeaux
Claire Mauss-Copeaux est une historienne de la guerre d'Algérie et des violences de guerre. Pour écrire l'histoire récente, elle utilise les sources orales.

## Biographie
Claire Mauss-Copeaux est agrégée d'histoire. Elle utilise des sources écrites, archives, documents administratifs et surtout des sources orales. Pour cela, elle recueille la parole des protagonistes lors d'entretiens sur un temps long. Pour elle, la personne qui écrit l'histoire doit tenir compte des souffrances endurées et exprimées par les protagonistes eux-mêmes.
Elle soutient sa thèse en histoire en 1995, Images et mémoires d'appelés de la guerre d'Algérie, 1955-1994, à l'université de Reims.
Sa thèse est publiée en 1999 sous le titre Appelés en Algérie. La parole confisquée. Elle questionne la mémoire de la guerre d'Algérie de trente-neufs appelés de la région de Saint-Dié. Les entretiens ont lieu trente ans après les faits. Les récits font à chaque fois état de dizaine de morts quand les archives militaires font état de un mort et quelques blessés.
Depuis 2002, elle est historienne à la Maison de l'Orient, à Lyon.
En 2010, ses recherches l'amènent à étudier les massacres à Oudjehane, dans la région de Constantine, le 11 mai 1956. Soixante-dix-neuf personnes, hommes, femmes et enfants ont trouvé la mort. Pour retracer l'histoire de ces massacres, Claire Mauss-Copeaux écoute plusieurs protagonistes, soldats de la compagnie impliquée dans le massacre, rescapés, proches des victimes et témoins. Elle met en parallèle sources orales et sources écrites. Toutefois sur l'histoire récente, les sources écrites manquent, car les archives du Service Historique de la Défenses ne sont pas accessibles, pour cette période.
En 2017, elle publie Hadjira. La ferme Ameziane et au delà… Hadjira est une jeune algérienne de 21 ans. Elle est issue d’une famille favorisée. C'est une militante active pour l’indépendance de l'Algérie, engagée par le Front de libération nationale. En 1958, elle est arrêtée et torturée à Ameziane. Ameziane est le Centre de renseignement et d’action géré par les autorités coloniales. Les militaires et les policiers interrogent les suspects hommes et femmes arrêtées dans la région de Constantine. La torture y est systématique. Claire Mauss-Copeaux a mené des entretiens avec Hadjira, pendant huit ans. Une relation de confiance s'est établie entre les deux femmes. Le récit d’Hadjira se précise au fil des entretiens et comprend hésitations et refus.

## Publications
- Appelés en Algérie. La parole confisquée, Paris, Hachette, 1999
- À travers le viseur : images d'appelés en Algérie, 1955-1962, Lyon, Aedelsa, 2003, 120 p. (ISBN 2-915033-02-1)
- Algérie, 20 août 1955 : insurrection, répression, massacres, Paris, Payot, 2010, 279 p. (ISBN 978-2-228-90605-0)
- La source, mémoires d’un massacre : Oudjehane 11 mai 1956, Paris, Payot, 2013, 224 p. (ISBN 9782228909600)
- Hadjira. La ferme Ameziane et au-delà..., Les Chemins du présent, 2017, 131 p. (ISBN 9782955963401)